# Caldera di Yellowstone

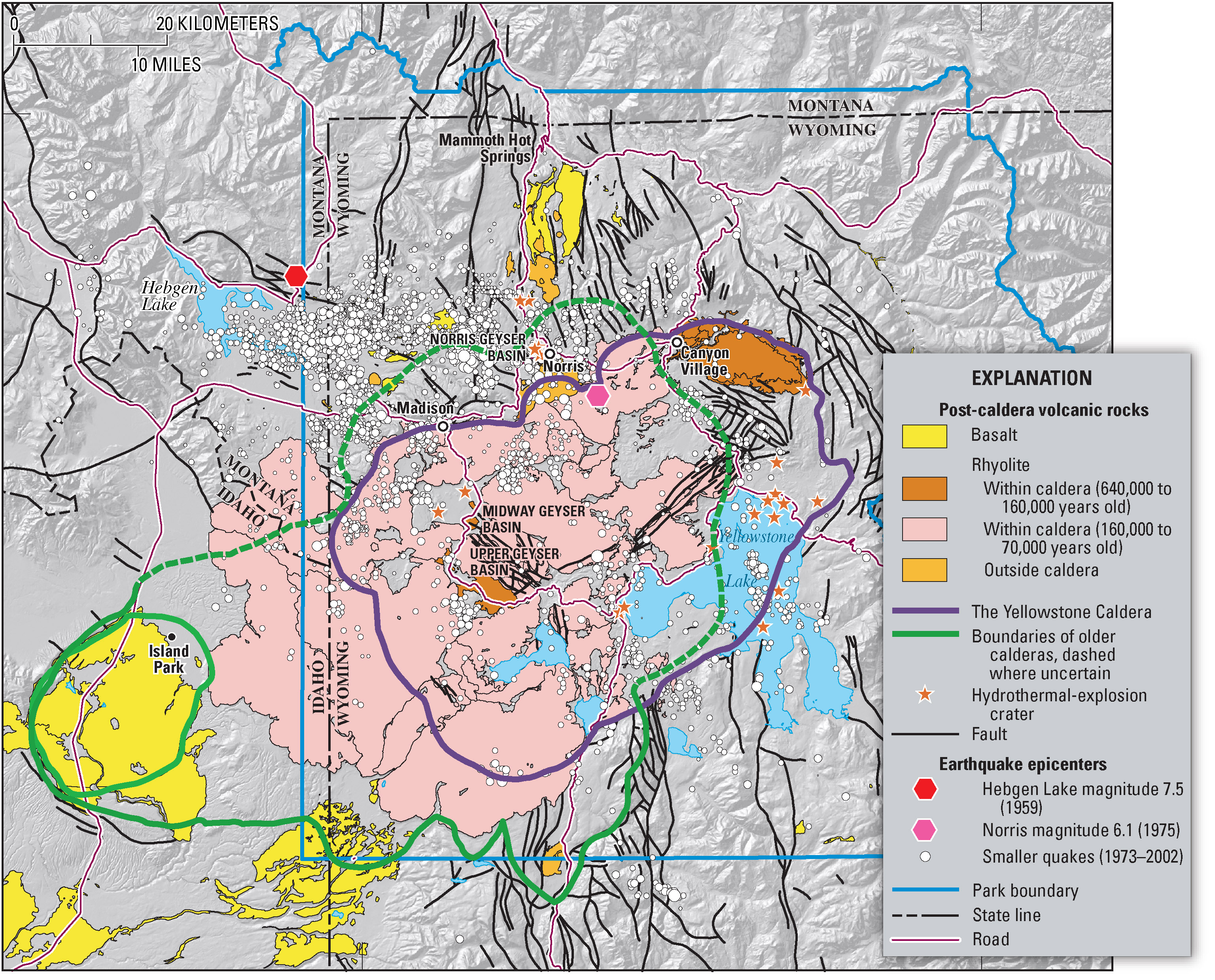
La mappa di Yellowstone. Il parco si trova su tre caldere attive.

La caldera di Yellowstone è la caldera del supervulcano che si trova sotto il parco nazionale di Yellowstone, negli Stati Uniti d'America. La caldera si trova nel nord-ovest del Wyoming, in cui è situata la maggior parte dell'area del parco.
Le misure della zona considerata vulcanica sono grandissime: 55 per 72 chilometri di estensione. La caldera è anche meglio conosciuta come il supervulcano di Yellowstone, dopo che un documentario della BBC le attribuì questo nome.

## Vulcanismo
Si pensa che Yellowstone, come le Hawaii, si trovi al di sopra di una vasta area che in geologia viene denominata punto caldo, in cui lo strato di roccia fusa sottostante la crosta terrestre tende a uscire in superficie, in modo molto simile all'attività dei vulcani veri e propri. Si attribuisce a questo "supervulcano" la causa della formazione della Snake River Plain, una sorta di canyon situato tra gli Stati del Wyoming, dell'Idaho, dell'Oregon e del Nevada.
Nel corso di 17 milioni di anni la caldera ha generato una successione di violente eruzioni e colate di lava riolitica che avrebbero dato vita alla parte orientale dello Snake River Plain. Almeno una dozzina di queste eruzioni furono talmente violente da essere considerate supereruzioni.
In realtà il supervulcano non è formato da una sola caldera, ma da più caldere vicine tra di loro. La più antica di queste è quella di McDermitt, a cavallo tra Nevada e Oregon. Progressivamente si vanno estendendo alcune caldere di più recente formazione che comprendono parte del Nevada, dell'Oregon e l'area orientale della Snake River Plain, per terminare nello Yellowstone Plateau.
Di queste, la caldera Bruneau-Jarbidge, nel sud dell'Idaho, si è formata tra i 10 e i 12 milioni di anni fa. L'eruzione che ne determinò la nascita uccise un altissimo numero di rinoceronti e altri animali che oggigiorno si trovano nell'area protetta di Ashfall Fossil Beds, a nord-est del Nebraska.
Da allora si conta che almeno altre 142 eruzioni (con la conseguente formazione di altre caldere) siano avvenute nella zona di Yellowstone.
Sebbene il termine "supervulcano" sembra si possa riferire alla grandezza del vulcano, in realtà è usato per descrivere la potenza di un'eruzione.
Le tre più grandi eruzioni avvenute nell'area del parco di Yellowstone sono avvenute 2,1 milioni, 1,3 milioni e 640.000 anni fa. Da queste si formarono rispettivamente la caldera di Island Park, la caldera di Henry's Fork e quella di Yellowstone. Dalla prima eruzione, la più potente in assoluto, si sviluppò l'Huckleberry Ridge Tuff, una grande formazione di tufo situata nel centro del Nord America.